# Julio Torres Blanco
Julio Torres Blanco (nacido el 25 de junio de 1965 en Madrid, Comunidad de Madrid) es un exjugador de baloncesto español que jugó dieciséis temporadas de profesional, las tres últimas en el baloncesto portugués. Con 2.08 metros de estatura, lo hacía en la posición de Pívot.

## Trayectoria
- Cantera Estudiantes.
- 1982-83 Liga Nacional. Estudiantes.
- 1983-84 ACB. Estudiantes.
- 1984-86 ACB. CB Valladolid.
- 1986-88 Primera B. Obradoiro Santiago.
- 1988-90 ACB. Taugrés Vitoria.
- 1990-93 ACB. CB Murcia.
- 1993-95 ACB. Breogán Lugo.
- 1995-96 ACB. CB Ourense.
- 1996-97 Liga de Portugal. Portugal Telecom.
- 1997-98 Liga de Portugal. Seixal F.C.
- 1998-99 Liga de Portugal. A.D. Ovarense Ovar.